# Gréoux-les-Bains
Gréoux-les-Bains – miejscowość i gmina we Francji, w regionie Prowansja-Alpy-Lazurowe Wybrzeże, w departamencie Alpy Górnej Prowansji.

## Demografia
Według danych na rok 1990 gminę zamieszkiwało 1718 osób, a gęstość zaludnienia wynosiła 25 osób/km². W styczniu 2015 r. Gréoux-les-Bains zamieszkiwało 2637 osób, przy gęstości zaludnienia wynoszącej 38,4 osób/km².